# 全ロシア鉄道研究所
全ロシア鉄道研究所（ロシア語: Всероссийский научно-исследовательский институт железнодорожного транспорта、ロシア語略称: ВНИИЖТ、ラテン文字転写: VNIIZhT）は、ロシア連邦の鉄道の研究機関。

## 概要
VNIIZhTはモスクワ、エカテリンブルク、ニジニ・ノヴゴロド、イルクーツクの各都市及びモスクワ地区のシェールビンカ町、Krasnodarskiy地域のBelorechenskaya駅に20の研究部門と6つの関連支所がある。
シェールビンカ駅にあるVNIIZhTの試験用環状線はこの種の実験線の中でも世界有数の規模を誇る。
最大15,000トンまで積載した最大30トンの軸重までの列車で1kmあたり毎日最大180万トンの貨物密度で試験の実施が可能。
VNIIZhTは，欧州，アメリカ，アジアの26カ国の鉄道および企業と協力関係を維持する。また，国際鉄道連合（UIC：International Union of Railways）のメンバーであり、国際重量輸送鉄道協会（IHHA：International Heavy Haul Association）におけるロシア鉄道の公式代表者でもあり、VNIIZhTの専門家は，国際鉄道協力機構（OSJD：Organization for Cooperation between Railways）の活動に参加する。
VNIIZhTは天然ガスを使用するディーゼル機関車やガスタービン機関車の開発を進める。